# 歐洛特半島

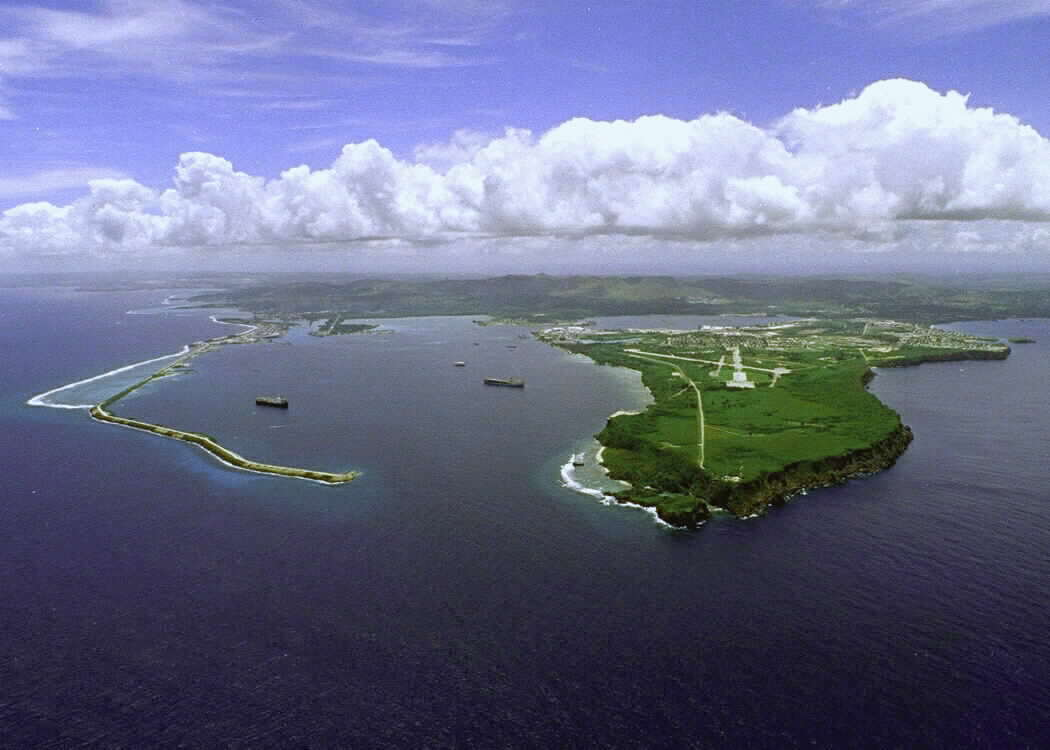
歐洛特半島與阿加特灣

歐洛特半島（英語：Orote Peninsula）是一個四公里長的半島，該半島位於美國太平洋屬地關島，該半島的南方是阿普拉港、西方為屋多爾點，該點亦為關島之最西端點，該半島與陸地接點處是阿加特灣。
歐洛特半島為美國海軍關島基地，該半島隸屬於路克伍德聚落。
電視劇迷失曾經於歐洛特半島取景拍攝。此外，半島上亦有達摩計畫組織的工作站。
13°26′N 144°38′E / 13.44°N 144.63°E